# Sunshine Coast Region
Sunshine Coast Region är en kommun i Australien.   Den ligger i delstaten Queensland, i den östra delen av landet, 1 000 km norr om huvudstaden Canberra. Antalet invånare var 294 367 vid folkräkningen 2016.
Följande stadsdelar och orter finns i Sunshine Coast:
- Caloundra
- Buderim
- Tewantin
- Nambour
- Little Mountain
- Coolum Beach
- Mooloolaba
- Noosaville
- Noosa Heads
- Peregian Springs
- Twin Waters
- Caloundra West
- Woombye
- Cooroibah
- Dicky Beach
- Tinbeerwah
- Black Mountain
- Yandina
- Witta
- Forest Glen
- Meridan Plains
- Beerburrum
- Image Flat
- Cambroon
- Noosa North Shore